# کندگ
کُندَگ یا کوند برپایه مزدیسنا نام دیوی است که جادوگران بر پشت آن سوار می‌گردند. این نام در پهلوی kundag و در اوستایی -kunda می‌باشد.
کوند یک دیو از اساطیر ایران در عصر باستان می باشد. کوند دیو مستی و سستی است و جنسیّت او، نر است. ماده آن، دیو زنی است که بدان کوندیره می گویند.
کوند و کوندیره، هر دو از دشمنان سروش هستند.

## منبع
- مهرداد بهار، پژوهشی در اساطیر ایران، چاپ پنجم، پاییز ۱۳۸۴، نشر آگه. شابک ‎۹۶۴−۳۲۹−۰۰۹−۳